# Campeonato Regional de Fútbol 2025 (Chile)
La Copa Contigo Gas 2025 fue la 25.º versión del Campeonato Regional de Futbol. Cuenta con la participación de 6 equipos de las regiónes del Biobío y Ñuble. Los clubes participantes son Naval, Lota Schwager, Universidad de Concepción, Comunal Cabrero, Deportes Quillón y Tigre de San Rosendo.

## Sistema de campeonato

### Fase inicial
Los 6 equipos participantes formaran 3 emparejamientos a partido de ida y vuelta, el ganador de cada llave clasifica a la siguiente ronda, más el mejor perdedor.

### Fase final
Los 4 clasificados de la fase inicial se enfrentarán en llaves de partido único hasta la final.

### Equipos por Región
| \| Equipos \| Región \| Ciudad \| \| ------------------------- \| ------ \| ----------- \| \| Deportes Quillón \| Ñuble \| Quillón \| \| Comunal Cabrero \| Biobío \| Cabrero \| \| Naval \| Biobío \| Talcahuano \| \| Lota Schwager \| Biobío \| Coronel \| \| Universidad de Concepción \| Biobío \| Concepción \| \| Tigre \| Biobío \| San Rosendo \| |        |             |
| Equipos | Región | Ciudad      |
| Deportes Quillón | Ñuble  | Quillón     |
| Comunal Cabrero | Biobío | Cabrero     |
| Naval | Biobío | Talcahuano  |
| Lota Schwager | Biobío | Coronel     |
| Universidad de Concepción | Biobío | Concepción  |
| Tigre | Biobío | San Rosendo |

### Información de equipos
| Equipo                    | Ciudad      | Entrenador       | Estadio Principal      | Capacidad |
| Comunal Cabrero           | Cabrero     | Fabián Seguel    | Luis Figueroa Riquelme | 3.000     |
| Deportes Quillón          | Quillón     | Yuri Fernández   | Complejo CQ            | 1.000     |
| Lota Schwager             | Coronel     | Renato Ramos     | Federico Schwager      | 4.000     |
| Naval                     | Talcahuano  | Alejandro Pérez  | El Morro               | 7.200     |
| Tigre                     | San Rosendo | Bandera de Chile | Fortín Facela          | 3.000     |
| Universidad de Concepción | Concepción  | Cristián Muñoz   | Ester Roa Rebolledo    | 33.000    |

## Primera Fase
| Ronda preliminar | Ronda preliminar | Ronda preliminar          | Ronda preliminar |        |
| Equipo 1         | Global           | Equipo 2                  | Ida              | Vuelta |
| ---------------- | ---------------- | ------------------------- | ---------------- | ------ |
| Comunal Cabrero  | 3 - 5            | Lota Schwager             | 3 - 2            | 0 - 3  |
| Deportes Quillón | 3 - 8            | Universidad de Concepción | 2 - 5            | 1 - 3  |
| Tigre‡           | 3 - 7            | Naval                     | 2 - 3            | 1 - 4  |

‡ Avanza como mejor perdedor

## Fase Final
|  | Semifinales               | Semifinales               | Semifinales |       |               | Final         | Final | Final |  |
|  |                           |                           |             |       |               |               |       |       |  |
|  |                           |                           |             |       |               |               |       |       |  |
|  | Lota Schwager             | Lota Schwager             | 7           |       |               |               |       |       |  |
|  | Lota Schwager             | Lota Schwager             | 7           |       |               |               |       |       |  |
|  | Tigre                     | Tigre                     | 1           |       |               |               |       |       |  |
|  | Tigre                     | Tigre                     | 1           |       | Lota Schwager | Lota Schwager | 3     |       |  |
|  |                           |                           |             |       | Lota Schwager | Lota Schwager | 3     |       |  |
|  |                           |                           | Naval       | Naval | 1             |               |       |       |  |
|  | Naval                     | Naval                     | Naval       | Naval | 1             | 6             |       |       |  |
|  | Naval                     | Naval                     |             |       |               | 6             |       |       |  |
|  | Universidad de Concepción | Universidad de Concepción | 1           |       |               |               |       |       |  |
|  | Universidad de Concepción | Universidad de Concepción | 1           |       |               |               |       |       |  |
|  |                           |                           |             |       |               |               |       |       |  |

#### Resultados
|  | Lota Schwager | 7 - 1 | Tigre                     |  | Bernardino Luna | 14 de febrero | 18:00 |
|  | Naval         | 6 - 1 | Universidad de Concepción |  | El Morro        | 15 de febrero | 18:00 |

|  | Lota Schwager | 3 - 1 | Naval |  | Federico Schwager | 22 de febrero | 17:00 |

## Campeón
|                                 |
| Campeón Lota Schwager 5° título |
|                                 |